# Oiba (kommun)
Oiba är en kommun i Colombia.   Den ligger i departementet Santander, i den centrala delen av landet, 210 km norr om huvudstaden Bogotá. Antalet invånare är 10 983.